# Джеймс Френсіс Стівенс
Джеймс Френсіс Стівенс (16 вересня 1792 — 22 грудня 1852) — англійський ентомолог і натураліст. Він відомий своїми 12 томами Ілюстрацій британської ентомології (1846) і Посібником з британських жуків (1839).

## Раннє життя
Стівенс народився в Шорхем-Бай-Сі і навчався в лікарні Христа. Його батьком був капітан військово-морського флоту Вільям Джеймс Стівенс (пом. 1799), а матір’ю — Мері Пек (пізніше місіс Даллінгер). Він ходив до школи Blue Coat School у Гертфорді, а потім у лікарні Христа в Лондоні. Потім його відправили вчитися до Шута Баррінгтона (1734–1826), єпископа Дарема в 1800 році. Він залишив у 1807 році і працював клерком в офісі Адміралтейства, Сомерсет-Хаус, з 1807 по 1845 рік завдяки своєму дядькові адміралу Стівенсу.

## Ентомологія
Стівенс зацікавився природознавством ще будучи школярем. У 1808 році він написав рукопис «Каталог британських тварин». 17 лютого 1815 року він був обраний членом Товариства Ліннея, а в 1826 році — членом Лондонського зоологічного товариства. З 1815 по 1825 рік він дуже захоплювався орнітологією та брав участь у роботі Джорджа Шоу (1751-1813). Він отримав відпустку з посади, щоб допомогти Вільяму Елфорду Лічу в 1818 році організувати колекцію комах у Британському музеї. Він повернувся до Адміралтейства, але проблеми з начальством змусили його достроково піти у відставку, що призвело до втрати частини пенсії. Потім він працював безкоштовно в Британському музеї до самої смерті і описав 2800 британських видів комах. Він часто використовував кишенькову лінзу, а не мікроскоп, і використовував пляшку для вбивства з подрібненим лавровим листям, а не прикріплювати зразки безпосередньо, як це було тоді на практиці. У 1833 році він був засновником Лондонського королівського ентомологічного товариства. Стівенс зібрав велику колекцію комах, яка включала багато типових зразків. У 1822 році він одружився з Сарою, донькою капітана Робертса. Їхні діти померли молодими. Стівенс помер у Кеннінгтоні 22 грудня 1852 року, залишилася дружина. Після його смерті його колекцію комах придбав Британський музей. Його бібліотеку придбав Генрі Тіббатс Стейнтон (1822–1892), який продовжував дотримуватися традиції Стівена зберігати книги доступними для інших ентомологів у середу ввечері. Стейнтон також опублікував каталог цих книг Bibliotheca Stephensiana (1853).

## Роботи
- Стівенс був автором  General zoology, чи Systematic natural history London, надрукований  разом з Джорджем Шоном і єдиний автор останніх 6 томів із 16 томів після смерті Джорджа Шоу (1800–1826) - I-II Mammalia (1800) , III- Amphibia (1802), Pisces (1803-4), VI Insecta (1806), VII-VIII Aves (1809-120, IX-XIV, ч. 1. Aves (тільки Дж. Ф. Стівенс) (1815-26), XIV, ч. 2 Загальний покажчик із зоології Г. Шоу та Дж. Ф. Стівенса (1826)
- Номенклатура британських комах: повний список таких видів (1829).[2]

- Систематичний каталог британських комах: це спроба впорядкувати всіх дотепер відкритих місцевих комах відповідно до їхньої природної спорідненості. Містить також посилання на кожного англійського письменника з ентомології та на основних іноземних авторів. З усіма опублікованими британськими родами до теперішнього часу (1829).
- Ілюстрація британської ентомології ; або короткий опис місцевих комах, що містить їх родові та специфічні відмінності; з урахуванням їх метаморфоз, часу появи, місцевостей, їжі та економіки, наскільки це можливо. У десяти томах. (1828–1846). Ця робота, дотримуючись старішої системи класифікації [5], складається з 7 томів Mandibulata (комахи з жуючими ротовими апаратами/мандибулами), 4 томів Haustellata (комахи із сисними ротовими апаратами, наприклад Lepidopteran haustellum) і 1 додаткового тому. Пластини розфарбовані вручну за малюнками Ц.М. Кертіс і Джон Обадія Вествуд

## Суперечки
Стівенс повідомив, що Джеймс Ренні (1787–1867) піратизував його ілюстрації у своєму Конспекті метеликів і метеликів, знайдених у Британії 1832 року, і звернувся до суду. Однак він програв, і більша частина його прибутку від його книги була втрачена через судові витрати. «Ілюстрації британської ентомології» Стівена, які часто називають просто «Британська ентомологія», безпосередньо конкурували з «Британською ентомологією» Джона Кертіса (1824–1839). Це призвело до гострої суперечки, яка розколола британський ентомологічний істеблішмент на ворогуючі фракції протягом понад тридцяти років. Вони так і не помирилися, незважаючи на те, що близький друг Стівена Джон Обадія Вествуд намагався залікувати розрив.

## Чарльз Дарвін
Під час навчання в Кембриджському університеті студент Чарльз Дарвін став захопленим колекціонером комах. Він надіслав Стівенсу записи про рідкісних комах, яких він зловив, і був у захваті, коли Ілюстрації британської ентомології відзначили йому належне захоплення комах, описаних у 33 записах, цитуючи його слова в усіх випадках, крім двох. Дарвін згадував у своїй автобіографії: «Жоден поет ніколи не відчував такої радості від публікації свого першого вірша, ніж я, коли побачив у Стівенових ілюстраціях британських комах чарівні слова «захоплені К. Дарвіном, есквайром». ", хоча найближче опубліковане формулювання насправді виглядало дещо інакше, як "знято преподобним Ф. В. Хоупом і К. Дарвіном, есквайром, у Північному Уельсі" та "Знято в Північному Уельсі К. Дарвіном, есквайром".